# Ibn Kathir
Ismail ibn Umar ibn Kathir (إسماعيل بن عمر بن كثير) – urodził się w 1301 roku w Bosrze w Syrii. Po śmierci ojca, ibn Kathir, wówczas siedmiolatek, wyjechał ze starszym bratem do Damaszku na nauki. Jego nauczycielami byli Ibn Aszghina, Al-Amadi, Ibn Asakir i inni. Największym autorytetem dla Ibn Kathira był jednak Ibn Tajmijja. Ibn Kathir był dobrym uczniem, jego ulubionymi przedmiotami były egzegeza Koranu i historia. W późniejszym okresie został imamem głównego meczetu w Damaszku. Należał do szafi’ickiej szkoły prawa.
Najbardziej znane dzieła Ibn Kathira to książka historyczna Al-Bidaja wa'n-Nihaja (Początek i koniec) i Tafsir ibn Kathir – wyjaśnienie treści Koranu uznawane za autorytatywne przez następne pokolenia muzułmanów.
Ibn Kathir pod koniec życia oślepł, pracując nad nową wersją kolekcji hadisów Ahmada ibn Hanbala. Zmarł w 1373 roku w Damaszku i został pochowany na cmentarzu sufickim.